# Teyl vancouveri
Teyl vancouveri is een spinnensoort uit de familie Anamidae. 
Teyl vancouveri werd in 1985 beschreven door Main.